# Приказка
Приказката е повествователен жанр, който се основава на измислени герои и събития. Приказките могат да бъдат народни или авторски. Приказката е тясно свързана с фолклора. В приказките се срещат феи, елфи, гоблини, тролове, великани, вещици, говорещи животни, вълшебства. Някои приказки са станали класика, например приказките на братя Грим, както и приказките на Ханс Кристиан Андерсен.
Приказките са предназначени предимно за деца. Много от тях започват с думите Имало едно време.

## Видове народни приказки

### Приказки за животни
- Диви животни
- Диви и домашни животни
- Човекът и дивите животни
- Домашни животни
- Птици и риби
- Други животни, предмети, растения и явления на природата

### Същински приказки
А. Вълшебни приказки
- Чудесен противник.
- Чудесен или омагьосан жених (невяста) или други родственици.
- Чудесни задачи.
- Чудесен помощник.
- Чудесни предмети.
- Чудесна сила на знание (умение)
- Други приказки за чудеса

В. Легендарни приказки
- Бог възнаграждава и наказва.
- Истината излиза наяве.
- Човекът в рая.
- Човекът, обещан на дявола.

С. Новелистични приказки
- Женитба на царска дъщеря за момче
- Женитба на мома за царски син (цар, господар)
- Вярност и невинност
- Мъж превъзпитава жена си
- Добри съвети
- Умни дела и слова
- Приказки за съдбата
- Приказки за разбойници и крадци
- Други новелистични сюжети

D. Приказки за глупавия змей, дявол или великан
- Договор за служба (Облог да не се сърди)
- Съдружие между човека и змея (дявола, великана)
- Борба (състезание) между човека и змея (дявола, великана)
- Опити за убийство на героя
- Сплашване на змея (дявола, великана)
- Човекът продава душата си на дявола

#### Анекдоти
- Анекдоти за глупаци
- Анекдоти за брачни двойки
- Глупавата жена и мъжът ѝ
- Глупавият мъж и жена му
- Анекдоти за глупави брачни двойки
- Анекдоти за жени (моми)
- Избор на невяста
- Анекдоти за стари моми (за стари жени)
- Други анекдоти за жени
- Анекдоти за мъже (момци)
- Анекдоти за хитреци
- Щастливи случки
- Глупавият мъж (момче)
- Анекдоти за духовници (попове)
- Анекдоти за други групи
- Приказки за надлъгване и небивалици

### Руска класификация
Според Ерна Василиевна Померанцева
- Приказки за животни
- Вълшебни приказки
- Новелистични приказки
- Битови приказки

Според Владимир Яковлевич Проп:
- Вълшебни приказки
- Акумулативни приказки
- Приказки за животни
- Битови приказки
- Измислици
- Досадни приказки

### Българска класификация
- Приказки за животни
- Вълшебни приказки
- Битови приказки
- Анекдоти

## Други
На приказките е наречена улица „Детска приказка“ в квартал „Младост 1“ в София (Карта).